# Letheringsett with Glandford
Letheringsett with Glandford est une paroisse civile du Norfolk, en Angleterre.